# Kałmucki Obwód Autonomiczny
Kałmucki Obwód Autonomiczny (ros. Калмыцкая aвтономнaя область, kałm. Хальмг Автономн Таңhч) – obwód autonomiczny w ramach Rosyjskiej Federacyjnej Socjalistycznej Republiki Radzieckiej.
Kałmucki OA zajmował tereny obecnej rosyjskiej Republiki Kałmucji i był formą autonomii zamieszkujących nad Morzem Kaspijskim Kałmuków. Został utworzony 4 listopada 1920 r. i istniał do 20 października 1935 r., kiedy to autonomia Kałmuków została poszerzona, a Obwód przekształcony w Kałmucką Autonomiczną Socjalistyczną Republikę Radziecką.
Ponownie Kałmucki OA został utworzony 9 stycznia 1957 r., kiedy zezwolono Kałmukom na powrót z zesłania na Syberii i w Kazachstanie, na które w 1943 r. skazał ich Stalin. Szybkie zwiększenie populacji kałmuckiej na terenie Obwodu spowodowało, iż 29 czerwca 1958 zmieniono jego status i powołano w jego miejsce Kałmucką Autonomiczną Socjalistyczną Republikę Radziecką.
 Bliższe informacje nt. położenia, ekonomii, klimatu itd. Kałmuckiego OA znajdują się w artykule poświęconym Kałmucji.